# Мыслеформы (книга)
«Мыслеформы: данные ясновидческого исследования» (англ. Thought-Forms: A Record of Clairvoyant Investigation) — книга членов Теософского Общества Анни Безант и Чарлза Ледбитера, впервые опубликованная в 1901 году в Лондоне. С позиций теософии она повествует о визуализации мыслей, переживаний, эмоций и музыки.

## История написания и публикации
Данная книга стала итогом совместной работы авторов, начавшейся в 1895 году, когда они приступили к «исследованию тонких планов природы». Их интересовало функционирование человеческого разума, поскольку, как они утверждали, оно «сопровождается передачей во внешний мир мыслеформ».
В сентябре 1896 года Безант сообщила в «Люцифере», что два «теософа-ясновидца» (личности коих не были раскрыты в журнале, хотя о них знали некоторые члены Общества) начали исследование «материи мысли». Её статья под названием Thought-Forms сопровождалась четырьмя страницами иллюстраций различных «мыслеформ, которые исследователи наблюдали и описывали художнику». Цветные рисунки неизвестного исполнения изображали: на первой вклейке — мыслеформы «преданности, жертвенности и набожности», на второй — «раздражения, злости и ярости», на третьей — «трёх видов любви: неопределённой, направленной и эгоистичной» и на четвёртой — «ревности, интеллекта и амбиций». Безант придала статье «научный колорит», не забыв упомянуть Рентгена, Барадюка, Райхенбаха и вибрации в эфире.
Эта «небольшая, но очень важная книга», содержащая цветные иллюстрации форм, которые, как в ней сказано, «создаются в тонкой духо-материи» мыслями, была опубликована в 1901 году. В книге утверждается, что качество мыслей влияет на жизненный опыт их «творца», и что они могут воздействовать на других людей.

## Основные положения

### Значение цвета
Авторы пишут, что они, как и многие теософы, убеждены в том, что «мысли — это вещи», и задача их книги — помочь читателю в этом разобраться. В самом начале книги приводится таблица «значения цветов» мыслеформ и ауры человека, связанных с чувствами и эмоциями, начиная от «высокой духовности» (светло-голубой — в левом верхнем углу) и заканчивая «злобой» (чёрный — в правом нижнем углу) — всего 25 цветов. Авторы утверждают, что аура человека — это внешняя часть облакоподобной материи его «высших тел», которые взаимно проникают одно в другое, выходя за границы физического тела. Два из этих тел, ментальное и астральное, отвечают за появление того, что называется мыслеформами.

### Движение, излучение, поглощение
Безант и Ледбитер пишут, что если какое-либо чувство или мысль направлены на другого человека, то созданная при этом мыслеформа движется к нему и «разряжается» на астральную и ментальную составляющие его ауры. Если же мыслеформа не является определённо направленной к кому-либо другому, то она просто «плывёт сама по себе», постоянно излучая вибрации, подобные тем, что были установлены при её создании. Если она не входит в контакт с какой-либо аурой, её излучение постепенно «истощается» и она распадается. Но если ей удаётся войти в резонанс с другой аурой, оказавшейся рядом, тогда она притягивается и поглощается ментальной составляющей этой ауры. Результатом, произведённым в ментальном теле, в которое эта мыслеформа попадёт, будет не просто мысль того же порядка, что и породившая её, но это будет «та же самая мысль». Излучение может подействовать на тысячи людей и возбудить в них те же идеи, что и исходная, но может получиться так, что мыслеформа подействует лишь на некоторых, однако в них она произведёт в точности исходную мысль.

### Три принципа и три класса
В книге утверждается, что «создание мыслеформ» базируется на трёх основных принципах:

1. Особенность мысли определяет цвет.
2. Характер мысли определяет форму.
3. Уверенность мысли определяет ясность очертания.

Авторы определяют следующие три класса мыслеформ:

1. Принимающие образ думающего. Когда человек думает о том, что он находится в некотором отдалённом месте, или искренне желает находиться там, он создаёт мыслеформу, имеющую вид его самого, которая и появляется там.
2. Принимающие образ какого-нибудь материального объекта...  [Художник, обдумывающий концепцию своей будущей картины, строит её из материи своего ментального тела, после чего проецирует в пространство перед собой, фиксирует перед своим мысленным взором и затем копирует её. Писатель таким же способом строит из ментальной материи образы своих героев, усилием воли двигает их, как марионеток, и так в деталях разыгрывает перед собой сюжет своего произведения.]
3. Принимающие собственную форму, выражающую качества, присущие материи, которую они вокруг себя собирают... [Приведённые в книге примеры мыслеформ почти полностью принадлежат к этому классу.]

## Примеры мыслеформ
«Рисовать в блёклых земных красках формы, созданные из живого света других миров, — пишет Безант в предисловии, — это тяжёлая и неблагодарная задача». Авторы утверждают, что изображения в книге «не являются воображаемыми формами, подготовленными неким мечтателем, который думает о том, чтобы они появились». Скорее, «это воспроизведение форм, которые действительно можно было увидеть в то время, когда они создавались обычными мужчинами и женщинами». Авторы «искренне надеются», что их книга заставит читателя осознать «природу и силу своих мыслей и станет для него точкой опоры и превосходным стимулом».

### Созданные эмоциями
На рис. 13 изображена мыслеформа, созданная «сильным желанием личного обладания». Её цвет тусклого и неприятного оттенка, «затемнённый сильным эгоизмом». Особенно характерны эти «загнутые крючки». Творец мыслеформы, видимо, никогда не имел никакого «понятия о самоотверженной любви, изливающейся в радостном служении без всякой мысли о награде».
Авторы пишут, что изображённая на рис. 19 вверху специфическая мыслеформа сопровождала вопрос, демонстрирующий «глубокую мысль и проницательность». Первый вариант ответа не вполне удовлетворил спрашивающего, и его желание добиться полного и исчерпывающего ответа выразилось в том, что мыслеформа приобрела более насыщенный цвет и стала сильнее, чем раньше, напоминать штопор (на рис. 19 внизу).
Рис. 22 и 23 — мыслеформы «убийственного бешенства» (правая) и «нескончаемой ненависти» (левая). Изображение справа «было взято из ауры полупьяного субъекта из лондонского Ист-Энда, когда он сбивал с ног женщину; вспышка сверкнула в её сторону, вызвав взрыв ужаса — она поняла, что её ударят. На той же иллюстрации нарисован направленный в левый нижний угол «стилетообразный дротик» — это мыслеформа постоянной злобы, сильного желания отомстить, вынашиваемого годами и направленного на человека, который нанёс тяжёлое увечье создателю её.
Авторы утверждают, что когда человек внезапно испуган, наблюдается эффект, изображённый на рис. 27. Подчёркивается, что все «полумесяцы» с правой стороны, очевидно «выпущенные» ранее других, не демонстрируют ничего, кроме «сизо-серого цвета страха», но чуть позднее создатель мыслеформы уже частично оправился от шока и начинает злиться, потому что позволил себе испугаться, — последующие «полумесяцы» частично окрашены багряным, что свидетельствует о «смеси гнева и страха», тогда как последний полумесяц чисто багряный — страх уже полностью преодолён и осталось только раздражение.

### Созданные переживаниями
Начиная с рис. 30, книга «меняет направленность», переходя от иллюстраций отдельных мыслей и эмоций к повествованию о событиях. Безант и Ледбитер пишут, что после кораблекрушения, среди «неописуемого беспорядка», три мыслеформы, изображённые на рис. 30, «были одновременно увидены расположенными точно так же, как показано». Авторы продолжают:

«Они поучительны, потому что демонстрируют, как по-разному действует на людей внезапная и серьёзная опасность. Одна из мыслеформ [правая] не показывает ничего, кроме выброса страха сизо-серого цвета, возникшего на фоне крайнего эгоизма, и, к несчастью, подобных ей было много. Признаки разрушения мыслеформы показывают силу и завершённость взрыва, который, в свою очередь, свидетельствует о том, что душа этого человека была полностью охвачена слепым, бешеным ужасом, и что непреодолимое ощущение личной опасности на время исключило любые высшие чувства».
Авторы поясняют, что мыслеформа на рис. 30 слева показывает попытку «обрести утешение в молитве», и таким способом преодолеть страх. Это видно по серовато-голубому цвету, который «поднимается вверх». Однако неровно очерченная нижняя часть мыслеформы свидетельствует, что здесь присутствует почти такой же испуг, как и в мыслеформе справа. Таким образом, один человек имеет шанс «восстановить самоконтроль», другой же остаётся «рабом захлёстывающих его эмоций». Верхняя мыслеформа создана членом команды корабля, ответственным за жизни пассажиров, и она демонстрирует «разительный контраст» той слабости, что была проявлена в двух формах снизу, — «мощную, ясно очерченную и определённую мысль, наполненную силой и решительностью». Оранжевый цвет говорит о его уверенности в своей способности справиться с трудностями, а жёлтый — даёт понять, что его интеллект уже «интенсивно работает».
Рис. 31, отражающий ещё одну реакцию на событие, представляет «мыслеформу актёра, ожидающего выхода на сцену на премьере». Авторы объясняют, что оранжевая полоса указывает на уверенность в себе, «хотя, несмотря на это имеется и изрядная доля неизбежных сомнений в том, какое впечатление произведёт эта новая пьеса на публику; и в целом, неуверенность и страх перевешивают уверенность и гордость, поскольку бледно-серого больше, чем оранжевого, и вся мыслеформа колеблется подобно флагу, развевающемуся на штормовом ветру».
В мыслеформе слева на рис. 34, как объясняют авторы, нет ничего, кроме «самых высоких и прекрасных чувств». В основании можно заметить выражение глубокого сочувствия, «светло-зелёный показывает понимание страданий» родственников умершего и соболезнование им, а «полоса более глубокого зелёного» показывает отношение к самому умершему. «Глубокий розовый показывает любовь» и к умершему, и к окружающим, в то время как верхняя часть, состоящая из конуса и звёзд над ним, свидетельствует о чувстве в связи с мыслями о смерти:  «голубой выражает её религиозный аспект», в то время как «фиолетовый свидетельствует о благородном идеале» и способности ему соответствовать, звёзды же отражают «духовные устремления». На том же рисунке мыслеформа справа не отражает «ничего, кроме глубокой депрессии, страха и эгоизма... Такие эмоции, как отчаяние и чувство личной утраты, проявились в виде полос коричнево-серого и свинцово-серого цвета», в то время как нижнее ответвление выражает сильное эгоистичное желание «поднять» умершего из могилы.

### Созданные медитацией
Описание в книге изображённого на рис. 38 переживания, как заметил историк Брин, «предвосхищает 1960-е годы некоторых художников» с их стремлением к идеализму: мыслеформа была «создана тем, кто пытался, сидя в медитации, наполнить свой ум надеждой объять всё человечество с целью направить его к высокому идеалу, который так ясно сиял перед его глазами». Способность авторов «видеть вибрации» идей и эмоций демонстрирует, по его мнению, «своего рода духовную синестезию, переводящую религиозное действо в неврологический феномен».
Авторы пишут, что представленная на рис. 41 мысль сопровождалась «преданным стремлением» к тому, чтобы Логос был в таком виде проявлен через медитирующего. Именно это религиозное чувство придаёт «бледно-голубой оттенок» пятиконечной звезде, и её образ интересен тем, что уже много веков «применяется как символ Бога, проявленного в человеке».

### Созданные музыкой
На илл. M, изображающей форму, созданную музыкой Мендельсона, видно жёлтые, красные, синие и зелёные линии, выходящие из церкви. Это, — объясняют авторы, — «показывает динамику одной из партий мелодии — четыре линии, движующиеся почти слитно, представляют сопрано, альт, тенор и бас соответственно». Более того, «фестончатое окаймление, окружающее всё вместе — результат различных ударных мест и раскатистых аккордов „арпеджо“, а плавающие полумесяцы в центре представляют отдельные аккорды, сыгранные стаккато».
На илл. G изображена музыкальная форма по пьесе Гуно. Описывая музыкальную форму на илл. W, «созданную» Вагнером, авторы отмечают в ней удивительное сходство с расположенными одна за другой горными цепями, и оно ещё более усиливается «благодаря массам волнистых облаков, которые клубятся между скал и создают эффект перспективы».

## «Мыслеформы» и культура
По мнению профессора Эллвуда, книга Безант и Ледбитера оказала «заметное влияние на современное искусство». Она предложила миру выйти за рамки «буквализма викторианского искусства», чтобы изображать «сюрреалистические формы и силы», отличающиеся от менее значимых, но видимых форм и сил. Книга «Мыслеформы» продемонстрировала, как символика «астральных красок и форм» может выражать специфику «определённых душевных и ментальных состояний». Она оказала «большое влияние на Кандинского... в качестве одного из существенных факторов, обусловивших гениальное открытие новых перспектив для живописи».
По воспоминаниям Сабанеева, кроме «Тайной доктрины» Скрябин интересовался журналом «Вестник теософии», в котором [с 1908 года] печатались переводы Безант и Ледбитера. Видимо, находясь под впечатлением от их теософских работ, он однажды сказал, что «сильная, могущественная мысль создаёт мыслеформу настолько интенсивную, что она помимо воли вливается в сознание других людей». Исполнение партии света в «Прометее» он представлял себе в виде сияния некой «светящейся материи», каковая должна была наполнять зал.
Историк Брин писал, что Безант и Ледбитер прекрасно понимали, каким «раздражающим материалом» их книга будет для общества, которое оставалось «глубоко консервативным». В начале января 1901 года, когда вышли «Мыслеформы», королева Виктория всё ещё правила Британией. «Модернизма», не только как движения, но даже как концепции, не существовало. Когда «изучаешь западный мир начала 20-го века, не очень-то легко согласиться», что Безант, Ледбитер и их коллеги не заслуживают более заметного места в анналах как абстрактного искусства, так и истории модернизма. Как заметил искусствовед Крамер, «что особенно поразительно в отношении взглядов художников, которые в первую очередь ответственны за создание абстракционизма, так это их связь с оккультной доктриной». Йейтс, Элиот, Малевич, Кандинский, Мондриан были увлечены теософией. В первые десятилетия двадцатого века это было «широко распространённым компонентом западной культурной жизни».
Таким образом, — резюмирует Брин, — «Безант и Ледбитер сыграли пусть и небольшую, но всё же интригующую роль» в формировании глобализированной культуры 21-го века, которая объединяет Восток и Запад, мистику и рационализм, звуки и зрительные образы.

## Критика
Академическая наука относит деятельность «исследователей», подобных авторам данной книги, к разряду «псевдонауки», поскольку она основана на концепции экстрасенсорного восприятия. Вера в «существование мыслеформ» всё ещё находит своих приверженцев в рядах теософов, последователей Нового мышления, Нью Эйдж и в неоязыческих движениях, включая Викку.
Е. И. Рерих, последовательный и бескомпромиссный критик практически всех сочинений Ч. У. Ледбитера, назвала его «злым гением теософского движения» и дала следующее объяснение своего отношения к нему:

«Ледбитер был очень вреден в силу своего психизма, развитого за счёт духовности. Великие Учителя хотели обезвредить его, удержав его некоторое время вблизи ауры г-жи Блаватской. После её смерти он втёрся в доверие и дружбу г-жи Безант и стал её чёрным гением. На его совесть нужно отнести большинство её тяжких заблуждений. Низший психизм в соединении с патологически извращённой натурой и нечестностью расцвели в махровый букет самых безвкусных и лживых изложений».

## Переиздания и переводы
На протяжении более чем 115-и лет после первой публикации книга неоднократно переиздавалась (в 1971 году — в 8-й раз). Была переведена на несколько европейских языков: итальянский, немецкий, французский и другие. Русский перевод книги, выполненный К. А. Зайцевым, был впервые опубликован издательством «Новый центр» в 2001 году.

## Комментарии
1. ↑  Рисунки «мыслеформ» были выполнены художниками Варли, Принсом и Макфарлэйн.[3][4]
2. ↑  Согласно Трефилову, теософия, в отличие от академической науки, «рассматривает весь мир как проявление мысли во всех разрядах материи. Оккультная наука знает о существовании... более высоких родов разреженной материи. Человек никоим образом не ограничен одним только физическим миром». Радхакришнан писал: «Существуют другие миры, помимо того мира, который открывают нам наши органы чувств, существуют другие чувства, помимо тех, которые общи нам с низшими животными, а также другие силы, помимо сил материальной природы». Таким образом, требуется развитие „новых чувств“ для наблюдения явлений на высших планах.[5][6][7] Академическая же наука объясняет визуализацию ощущений психически здорового человека феноменом синестезии.[8]
3. ↑  Здесь Ледбитер не фигурирует в качестве соавтора Безант, тем не менее, по мнению Хаммера, после смерти Блаватской именно он стал главным идеологом «второго поколения» теософов.[10]
4. ↑  Традиция «видения мыслей» уже существовала в спиритизме. Д-р Барадюк, известный французский психиатр, проинформировал в мае 1896 года Академию медицины о том, что ему удалось «сфотографировать мысли».[11][12]
5. ↑  По мнению религиоведов, авторов Encyclopedia of Women and Religion in North America.[15]
6. ↑  Как заметил Ледбитер, книги являются «особо сильными центрами сосредоточения мыслеформ, и их незаметное влияние на жизнь человека часто бывает очень мощным».[17]
7. ↑  Thought-Forms, Fig. 16. «Светло-голубой лотос».[18] Голубой цвет выражает духовность.[19] «Чем более утончёнными будут наши желания и мысли, тем более сияющими и красивыми будут создаваемые нами мыслеформы».[20]
8. ↑  «A thought of definite, well-sustained devotion may assume a form closely resembling a flower».[21]
9. ↑  См. Thought-Forms, p. 16. Исследователь западного эзотеризма Гари Лакмэн отметил, что это «центральная максима» книги Безант и Ледбитера.[20]
10. ↑  См. Thought-Forms, 1901, фронтиспис. Для сравнения см. табл. «Цвета ауры и их значение»[22] и гл. «Цвета».[23]
11. ↑  «Каждая мыслеформа имеет тот же самый цвет, каким она обладала бы, если бы оставалась в теле ауры».[24]
12. ↑  См. Thought-Forms, p. 17.[26]
13. ↑  «According to theosophy, auras may be made up of a complex combination of etheric, astral, and mental matter which the clairvoyant is able to perceive, although the most significant ones originate on the border of the mental and astral planes, where the activity of the former is reflected in the configurations of astral matter. When comparable patterns appear as a „cloud“ above or near a person, they may be called „thought-forms“ and as such have been reported in theosophical literature».[27]
14. ↑  «Мыслеформы создаются из той же материи, из которой образована аура, и обладают теми же общими свойствами, в частности, цветом. Знание свойств ауры человека необходимо для правильного понимания природы мыслеформ».[28] По мнению Пауэлла, термин «мыслеформы» не совсем точен, потому что в подавляющем большинстве случаев они «формируются и в ментальной, и в астральной материи». Правильнее было бы называть их «мысле-чувственными формами» (англ. thought-emotion forms).[29] Геттингс писал, что при изучении иллюстраций «нельзя не заметить», что эти формы больше связаны с ощущениями, чем с мыслями, — фактически «это формы эмоций, а не мыслеформы».[30]
15. ↑  «Независимо от того, имеются или нет научные факты в утверждениях [авторов] об ауре, существенно, что её описание, впервые представленное в статье Ледбитера [The Aura] в „Теософисте“ в [декабре] 1895 г.[31], было в той или иной степени повторено в последующих, как научных, так и оккультных исследованиях. Самое первое научное исследование ауры под названием The Human Atmosphere было опубликовано д-ром Килнером в 1911 году».[32]
16. ↑  Thought-Forms, Fig. 29. «The craving for alcohol produced undesirable brown-red hooks».[18]
17. ↑  «The thought of the desire for drink could not enter the body of a purely temperate man. It would strike upon his astral body, but it could not penetrate and it would then return to the sender».[33]
18. ↑  См. Thought-Forms, p. 26.[34]
19. ↑  «В случае мыслеформ, образованных бурными эмоциями, они фактически выполняют функцию бомб, буквально взрываясь, когда достигают человека, которому были направлены».[35]
20. ↑  См. Thought-Forms, p. 27.[36]
21. ↑  «Если человек работает над какой-либо проблемой, но решение ускользает от него, то ему следует перейти в пассивное состояние и отвлечься, и тогда весьма вероятно, что ответ внезапно появится перед ним, как по волшебству. Некоторые из величайших учёных, изобретателей и писателей испытали на себе этот закон мыслеформ, хотя только немногие из них знали о нём».[37]
22. ↑  Cit. Thought-Forms, p. 31.[38]
23. ↑  Бейли противопоставляла «ясные, чётко очерченные, пульсирующие духом служения» мыслеформы посвящённого оккультиста «разобщённым, противоречивым и негибким» мыслеформам, создаваемым массами людей.[39] Как писал Пауэлл, многие люди «бредут по жизни, в буквальном смысле наглухо запертыми в собственных клетках, которые они сами же и выстроили, окружив себя великим множеством привычных мыслеформ, созданных ими».[40] Ледбитер позднее заметил, что большинство людей не могут освободиться от влияния «огромного полчища мыслеформ, составляющих [предвзятое] общественное мнение; а из-за них они вообще никогда не видят истины».[41]
24. ↑  «Мыслеформы, или „искусственные элементали“, имеют огромное влияние на земную жизнь людей, выполняя те или иные функции в зависимости от желаний и
направленности создавшей их мысли».[42]
25. ↑  Сравнение мыслеформ литературных героев с марионетками Ледбитер повторил в своей очередной теософской книге в 1913 году.[43]
26. ↑  См. Thought-Forms, p. 36.[44]
27. ↑  См. Thought-Forms, pp. 6, 39.[45]
28. ↑  Thought-Forms, Fig. 13. «Brown-red swirls».[4] «Thoughts of a greedy, lustful, or malicious character appear differently from those of a noble, selfless, loving nature».[20]
29. ↑  «Мысли, где доминируют эгоизм и жадность, принимают, как правило, изогнутую форму, подобную крюку, и этот крюк в некоторых случаях действительно словно зацепляет вожделенный объект».[46] Ледбитер сравнил подобные мыслеформы с «абордажными кошками».[47]
30. ↑  См. Thought-Forms, p. 44. Тиллетт увидел здесь всего лишь «коричнево-красные завитки».[4] «Особо активная разновидность такой мыслеформы напоминает туманного осьминога с длинными и цепкими щупальцами, стремящимися обхватить другого человека и привлечь его к собственной ауре».[35]
31. ↑  Грубая чувственная любовь выражается «тёмным грязновато-багровым цветом»... Взаимное влияние мыслей подобно «подбрасыванию топлива в огонь». Если кто-то в течение длительного времени таит в себе низкие мысли, то в его ум «польётся такой порочный поток», что он может прийти в ужас, если поймёт, что он с собою делает.[48] По мнению Ледбитера, не следует увлекаться фотографиями актрис [и актёров], поскольку они «всегда привлекают много самых нежелательных мыслеформ, созданных нечисто мыслящими людьми».[17]
32. ↑  Thought-Forms, Fig. 19.[49][50] «I asked him when he saw this curious shape».[51]
33. ↑  См. Thought-Forms, p. 51. Джинараджадаса рассказал, что на его вопрос, где Ледбитер увидел эту «курьёзную» мыслеформу, тот ответил, что это «творение г-на Синнетта», который пожелал «выпытать» (англ. to worm) у него определённые вещи, когда ему показалось, что Ледбитер утаивает от него некоторые сведения, каковые ему захотелось узнать.[51]
34. ↑  Оранжевый цвет выражает гордость и честолюбие, жёлтый различных оттенков — силу интеллекта.[52] «Жёлто-золотистый указывает на интеллект, обращённый на философию или математику».[53]
35. ↑  Thought-Forms, Fig. 22, 23. «A bright red spike».[4]
36. ↑  См. Thought-Forms, p. 53. Тиллетт заметил слева «ярко-красный шип».[4] «Длительная злость принимает форму острого красного стилета».[54] «Мыслеформа гнева имеет цвет чёрно-красный, с характерными вспышками».[24]
37. ↑  «Красный цвет в форме ярких вспышек, похожих на сверкание молнии, означает гнев. Эти вспышки обычно появляются на чёрном фоне в случае гнева, возникающего от ненависти или злобы, а в случаях гнева от ревности они появляются на зелёном фоне».[55]
38. ↑  Thought-Forms, Fig. 27. «A cloud of red-grey crescents».[18] «Sudden Fright appears as a series of grey and red crescent shapes bursting out of the aura».[20]
39. ↑  См. Thought-Forms, p. 55. «Множество красно-серых полумесяцев».[18] Серый цвет с «трупным оттенком» выражает страх и ужас.[56]
40. ↑  Cit. Thought-Forms, p. 57.[50]
41. ↑  Thought-Forms, Fig. 30.[50] «This ushers in the visual heart of the book, featuring images that wouldn't look out of place hanging alongside early Malevich or Kandinsky abstractions».[50]
42. ↑  См. Thought-Forms, p. 57. По мнению Лакмэна, иллюстрации Варли, Принса и Макфарлэйн сильно напоминают работы художников-абстракционистов.[20] «Визуальное ядро книги открывается изображением, которое не выглядело бы неуместным, будучи выставлено рядом с первыми работами Малевича или Кандинского».[50] Серый цвет с «трупным оттенком» выражает страх и ужас. Оранжевый цвет выражает гордость и честолюбие, жёлтый различных оттенков — силу интеллекта.[58]
43. ↑  Thought-Forms, p. 59.[50] «Figure 31 is another narrative piece».[50]
44. ↑  Cit. Thought-Forms, p. 59. «Рис. 31 — ещё одна сюжетно-тематическая картина».[50]
45. ↑  Серый цвет выражает страх. Ярко-оранжевый — гордость и честолюбие.[58]
46. ↑  Thought-Forms, Fig. 34.[49] «The highly contrasting pair of thought forms observed by a clairvoyant at a funeral».[59] «The atmosphere at a funeral [two forms]».[18]
47. ↑  См. Thought-Forms, p. 62. Мыслеформа слева свидетельствует о мышлении участника, в высшей степени духовного, не потерявшего самообладание от «утраты близкого человека».[30] «Светящийся голубовато-зеленый цвет» показывает глубокую симпатию и сострадание. «Светящийся голубовато-лиловый, обычно сопровождаемый мерцающими жёлтыми звездочками» связан с высоким уровнем духовности и благородными устремлениями. Розовый цвет выражает бескорыстную любовь.[53]
48. ↑  См. Thought-Forms, p. 62. Мыслеформа справа показывает чувства материалиста, не понимающего, что смерть — это «переход в высший мир». На рисунке видно, что «напоминающее хобот щупальце», выходящее из основания мыслеформы, тянется к могиле, как бы стремясь вернуть мёртвое тело, «как будто оно и есть ушедший человек».[30] «Здесь можно увидеть, что у человека, живущего в полном невежестве относительно смерти, не было в связи с ней никаких мыслей, кроме эгоистичного страха и подавленности; тогда как человек, понимавший факты, был совершенно свободен от всякого намёка на подобные чувства, и единственными его переживаниями были сочувствие и симпатия к скорбящим, а также благоговение и высокое устремление».[60]
49. ↑  Тёмно-серый цвет выражает подавленность и меланхолию.[56]
50. ↑  Thought-Forms, p. 67.[61] «Figure 38 is even more radical a departure, anticipating the op art of the 1960s».[62]
51. ↑  См. Thought-Forms, p. 67.[63]
52. ↑   Thought-Forms, Fig. 41.[63] «It looks like more like logos as manifested by ad men».[64]
53. ↑  См. Thought-Forms, p. 69. Подобные мыслеформы, произведённые людьми, жёстко контролирующими свой ум и чувства, часто принимают вид геометрических фигур, таких как «пятиконечные звёзды, шестиугольники, кресты» и т. п., что говорит о направленности их создателя на метафизические понятия.[54] Голубой цвет выражает духовность.[19]
54. ↑  По мнению Брина, эта мыслеформа выглядит, как разновидность логотипа в рекламе: её легко можно принять за эмблему «некой нефтяной компании, конкурирующей с Esso или British Petroleum» (здесь Брин использует игру слов: по-английски «логотипы» и «логос» идентичны).[65] Тем не менее, согласно Бейли, наша солнечная система является «воплощённой мыслеформой её Логоса».[66]
55. ↑  «Разнообразие мыслеформ практически бесконечно. Каждая комбинация мысли и чувства создаёт свою собственную форму, и у каждого человека есть свои особенности в этом отношении».[24]
56. ↑  Thought-Forms, Plate M. «Color and sound had become commingled».[45]
57. ↑  Формы, созданные музыкой, строго говоря, «не являются мыслеформами», но, тем не менее, они не возникают без «мысли композитора».[54] Позднее Ледбитер пояснил, что «под влиянием звука строятся ментальные, астральные и эфирные сооружения» и что формы, создаваемые при исполнении музыки, не следует путать с «мыслеформами, созданными самими композиторами и являющимися выражением их музыки на высших планах».[67]
58. ↑  См. Thought-Forms, p. 77. В общем, «смешались тут и цвет, и звук».[45]
59. ↑  Лакмэн назвал музыкальные формы Безант и Ледбитера «синестетическими» (англ. the synaesthetic forms created by music).[20] В первой части своей статьи «Оккультная или точная наука?» Блаватская описала несколько случаев цвето-звукового видения.[68]
60. ↑  См. Thought-Forms, Plate G[69][45], а также здесь: Чарлз Ледбитер#Оккультные исследования.
61. ↑  См. Thought-Forms, p. 82. По словам Тиллетта, Вагнер «продуцирует причудливые розово-зелёно-красные горы».[18] Пауэлл писал, что увертюра Вагнера строит «гору из пламени».[70]
62. ↑  См. ещё несколько музыкальных форм по произведениям Вагнера в книге Ходсона.[71]
63. ↑  Thought-Forms, Plate W.[59] «The organ music of Wagner, seen on the astral plane».[59] «Wagner produced weird mountains in pink, green and red».[18]
64. ↑  «Идеи, которые Кандинский развивал в своих заметках и статьях, включая ставший ныне каноническим текст „О духовном в искусстве“, объединяли учение Безант и Ледбитера о мыслеформах, высказывания Штейнера о цвете, музыке и вибрации и представления о синестезии».[74] У Кандинского был немецкий перевод книги «Мыслеформы».[75]
65. ↑  По словам Лакмэна, картина Кандинского, в которой влияние «Мыслеформ» вполне ощутимо, — это «Женщина в Москве».[20] Ещё одна его работа, по мнению Альваренги, «напоминает» музыкальную форму из книги Безант и Ледбитера.[77]
66. ↑  «Two particular Leadbeater texts are relevant to Kupka's search for the immaterial: Clairvoyance (1899) and Thought-Forms (1901), co-written with Besant».[78]
67. ↑  Согласно Ю. А. Шабановой, А. Н. Скрябин «обсуждал» книгу «Мыслеформы» с бельгийским художником Ж. Дельвилем.[82]
68. ↑  «Scriabin introduced many Theosophical ideas into his compositions and also experimented with „synesthesia“, the strange experience of „hearing colors“ and „seeing music“».[84]
69. ↑  «Более широкий взгляд на теневые сферы мистической фантазии конца эпохи приносит удивительные открытия. Парсонс, один из основателей лаборатории реактивного движения в Калтехе и пионер ракетостроения, считал себя последователем Кроули, как и в своё время основатель саентологии Хаббард. Оппенгеймер отлично процитировал Ведические писания, когда увидел последствия взрыва первой атомной бомбы. Но на фоне таких фигур, как Безант и Ледбитер, увлечение Оппенгеймера восточным мистицизмом меньше всего похоже на личную причуду и скорее напоминает, так сказать, „нить в более крупном гобелене“ — слиянии мистики, техники и искусства, начавшемся на рубеже прошлого века и всё ещё не прекратившемся в веке двадцать первом».[61] См. также о влиянии Ледбитера на современную рок-культуру: The Inner Life#Интересные факты.
70. ↑  См. Рерих Е. И. «Письма», т. 2, с. 104.[89]
71. ↑  Цит. Рерих Е. И. «Письма», т. 2, с. 322.[89]
72. ↑  Однако профессор Эллвуд писал: «Чарлз Ледбитер был видным теософским писателем, лектором и преподавателем. В сравнении с иной теософской литературой его книги пользуются наибольшей популярностью; на западный оккультизм, включая движение "Нью Эйдж", он оказал прямое или косвенное влияние, как никто другой, и в своё время, и после себя».[72]
73. ↑  См., например, OCLC: 777895008, 955597141, 699107177, 940052686, 468751993.
74. ↑  «63 editions published between 1901 and 2011 in... languages and held by 649 WorldCat member libraries worldwide».[91]